# Sebastian Koch
Sebastian Koch (ur. 31 maja 1962 w Karlsruhe) – niemiecki aktor filmowy, teatralny i telewizyjny.

## Życiorys
Koch był wychowywany przez samotną matkę w Stuttgarcie. Część wczesnej młodości spędził w domu dziecka, w którym pracowała jego matka. W latach 1982–1985 Koch studiował w monachijskiej szkole Otto-Falckenberg-Schule, występując w tym czasie w Teatrze Młodzieżowym (niem. Theater der Jugend).
Mając w swoim dorobku pracę w teatrach miejskich w Ulm i Darmstadt, Koch w 1990 zaczął pojawiać się w teatrach berlińskich. Tam przyjął role m.in. w Zbójcach Friedricha Schillera oraz w sztuce Ifigenia w Taurydzie Johanna Wolfganga Goethego. Po uznanym przez publiczność i krytyków wcieleniu się w postać Andreasa Baadera w dramacie dokumentalnym Gra Śmierci (niem. Todesspiel) w reżyserii Heinricha Breloera. Wystąpił w wielu pełnometrażowych produkcjach telewizyjnych.
Rola porwanego syna przemysłowca w filmie Taniec z diabłem – Porwanie Richarda Oetkera (2001) okazała się przełomem w jego karierze aktorskiej. Otrzymał za nią nagrodę im. Adolfa Grimme. Podobnie został uhonorowany za rolę pisarza Klausa Manna w filmie Die Manns – Ein Jahrhundertroman w reżyserii Heinricha Breloera. W 2004 po raz trzeci zagrał w filmie tego reżysera. W produkcji Speer und Er odtwarzał rolę nazistowskiego architekta.
W 2006 w kinach w Niemczech miała miejsce premiera dramatu Życie na podsłuchu, który rok później został nagrodzony Oskarem. Koch zagrał w nim główną rolę pisarza Georga Dreymana, inwigilowanego przez komunistyczną służbę bezpieczeństwa NRD – Stasi.
W lutym 2006 Koch wrócił na deski teatru. Występuje w teatrze w Bochum w sztuce Oscara Wilde’a The Ideal Husband. We wrześniu tego samego roku wcielił się w rolę Reinharda Mohna w filmie biograficznym o tym niemieckim biznesmenie.

## Życie prywatne
Koch mieszka w Berlinie. Ze związku z dziennikarką Birgit Keller ma córkę Paulinę. Był także w długotrwałym związku z aktorką Anną Schudt, a następnie z holenderską aktorką Carice van Houten, z którą współpracował przy filmie Czarna księga.

## Filmografia
- 1991: Tranzyt – Gerhardt
- 1995: Alles außer Mord – Das Kuckucksei – Jo Möller
- 1995: Państwo Hart: Małżeński poker – Kurt
- 1996: Cena nadziei – Wismar-Marbach
- 1997: Różany morderca – Bernd
- 1999: Anwalt Abel – Die Mörderfalle – Peter Salewsky
- 2001: Mannowie – Powieść stulecia – Klaus Mann
- 2001: Der Tanz mit dem Teufel – Die Entführung des Richard Oetker – Richard Oetker
- 2001: Tunel ku wolności – Matthis Hiller
- 2002: Amen. – Rudolf Höss
- 2003: Dwa dni nadziei – Helmut Kaminski
- 2004: Zamach w Wilczym Szańcu – Stauffenberg
- 2005: Speer i On – Speer
- 2006: Czarna księga – Müntze
- 2006: Życie na podsłuchu – Dreyman
- 2007: Smoke and Ochre – Jack Cope
- 2009: Wilk morski – Wolf Larsen
- 2011: Albatros – Jonathan Fischer
- 2012: W cieniu – major Zenke
- 2013: Szklana pułapka 5 – Yuri Komarov
- 2015: Most szpiegów – Wolfgang Vogel
- 2016: Sprawa Kalinki – Dieter Krombach
- 2016: Sierpniowa mgła – dr Werner Veithausen
- 2018: Obrazy bez autora – prof. Carl Seeband